# Enchanted Instrumentals and Whispers
Enchanted Instrumentals and Whispers é o décimo primeiro álbum de estúdio do artista Gabriel Eduardo, conhecido sob o nome de Windows96, lançado em 26 de abril de 2019. Diferente do seu antecessor, One Hundred Mornings, o álbum foi lançado de forma independente pela Bandcamp do artista e somente em distribuição digital, como antecipou em seu Twitter oficial.
O álbum contou com single "Wasting Time", lançado em sua SoundCloud oficial alguns dias antes do álbum ser lançado.

## Faixas
| N.º            | Título            | Duração |  |
| 1.             | "Deep Swim"       | 4:16    |  |
| 2.             | "Hazy Trip"       | 3:19    |  |
| 3.             | "Exordium"        | 2:33    |  |
| 4.             | "Venus Aire"      | 4:48    |  |
| 5.             | "Hello Earth"     | 2:55    |  |
| 6.             | "Hypnosis"        | 4:15    |  |
| 7.             | "Cathode Rays"    | 2:53    |  |
| 8.             | "Illyuziya"       | 2:46    |  |
| 9.             | "Wasting Time"    | 3:58    |  |
| 10.            | "Golden Triangle" | 2:39    |  |
| 11.            | "Bonita Camisa"   | 3:18    |  |
| 12.            | "Lead"            | 2:32    |  |
| Duração total: | Duração total:    | 40:12   |  |

1. ↑  «Enchanted Instrumentals and Whispers, by Windows96». Windows96. Consultado em 2 de maio de 2019
2. ↑  Eduardo, Gabriel (2019). «new album this friday or saturdaypic.twitter.com/3BBh8nhbnI». @whitegavriel (em inglês). Consultado em 2 de maio de 2019
3. ↑  Eduardo, Gabriel (23 de março de 2019). «just uploaded a new track on soundcloud, check it out. new album soonsoundcloud.com/windows96/wasting-time …». @whitegavriel (em inglês). Consultado em 2 de maio de 2019